# 毎日放送開局40周年記念特別番組
毎日放送開局40周年記念特別番組（まいにちほうそうかいきょくよんじっしゅうねんきねんとくべつばんぐみ）とは、1990年9月1日から9月5日まで大阪市に本社を持つテレビ・ラジオ放送局、毎日放送の開局40周年と大阪市北区茶屋町に完成した新社屋からの放送開始を記念して生放送した特別番組である。

## 概要
開局40周年と新社屋からの放送開始を記念し新しい情報発信基地の新社屋を全面に打ち出し、放送の40年の歴史を総括し来るべき21世紀がどうあるべきかを番組の根底に据えた。
テレビは9月1日（8月31日深夜）から9月2日の夕方まで。ゴールデンタイムと全国ネット枠以外のほとんどの時間帯を特別番組で編成し、以下に紹介する番組タイトルには全て「MBS40」の共通タイトルがつけられた。ラジオは9月1日から5日までの5日間、朝から夕方まで11時間の超ワイド番組のほか、ナイター中継をはさんだ夜の時間帯にも特別番組を放送した。

## テレビ特別番組

### 大阪を五感で砕け! 〜千里は朝まで大騒ぎ〜
- 放送日時：9月1日（土）0:20〜6:00
- 司会：斎藤努、嘉門達夫、久本雅美

特別番組のトップバッター。1983年から1987年まで放送された深夜番組『夜はクネクネ』を千里丘放送センターから茶屋町新社屋（約20km）の移動生中継で再現。当時の出演者である角淳一と原田伸郎、トミーズ雅に加え福井敏雄が登場。千里丘Aスタジオでは斎藤努アナウンサーの司会で、西川きよし、中島らも、中村泰士、楳図かずお、麻倉未稀らが、スタジオの視聴者とともにトークショーを展開。音楽や味覚、映像、笑い、コピー表現などを切り口に「大阪」という街の素顔に迫った。スタジオでは「突然ガバチョ!」同様、観客にたこ焼きが振る舞われた。なお、番組冒頭は千里丘放送センター Aスタジオ副調整室から、40周年記念特別番組全体の総合司会である板東英二と岩城潤子アナウンサーが、斎藤とともに挨拶をした。また、番組終了直前、梅田・茶屋町新社屋にゴールインしたトミーズ雅と福井敏雄（角、原田は途中で中継から離脱）を、約2時間後に生放送を控えた「すてきな出逢い いい朝8時」司会・西川きよしと野村啓司が祝福した。

### てれび銀河座名人会
- 放送日時：9月1日（土）6:00〜6:30
- 出演：菊原初子、山村楽正、京極利則、星田一山

MBS新社屋2階に完成した「ギャラクシーホール」のこけら落とし公演の中継録画特番だったが、主調整室でのVTR送出で機器の不具合（放送事故）が起きてしまい、この番組はほんの一部（2分前後）しか放送されなかった。番組が放送できなかった間には画面上部に終始お詫びテロップが乗せられながら、MBS茶屋町新社屋の前にあるお天気カメラからの生映像を放送してつないだ。後日、この特番のみ振り替え放送を行った。

### キャスリーン・バトル ライブ・フロム・ニューヨーク
- 放送日時：9月1日（土）7:00〜7:55
- 出演：キャスリーン・バトル

アメリカ・ニューヨークのメトロポリタン美術館からの衛星生中継。歌声とともにキャスリーン・バトルから開局40周年を祝うメッセージが贈られた。

### すてきな出逢い いい朝8時
- 放送日時：9月1日（土）8:00〜9:25
- 司会：うつみ宮土理、西川きよし、野村啓司
- 出演：相澤英之、司葉子、沢口靖子、梅宮辰夫、藤田まこと

MBS制作の全国ネットレギュラー枠。ギャラクシーホールからの初の生放送。社屋内各所と上空からの生中継で全国に新社屋を披露。また梅田界隈の紹介も織り交ぜた。なお、当日の毎日新聞の朝刊全国版にはMBSの開局40周年と新社屋の2ページにわたる全面広告が掲載された。

### MBS40 ラジオからテレビへの40年
- 放送日時：9月1日（土）10:00〜11:45
- 司会：小池清、高井美紀
- 出演：俵万智、和田誠

MBS開局から40年までの歴史を「ラジオの黙示録」「MBSナウ傑作集」の2部構成のドキュメンタリーで紹介。アナウンサーOBで『MBSナウ』初代キャスターの小池清と、この年に入社した新人アナウンサーの高井美紀のコンビで進行した。

### MBS超ワイドまつり「ご贔屓いただいて40年」
- 放送日時：9月1日（土）12:00〜16:55
- 総合司会：板東英二、野村啓司、岩城潤子

番組対抗クイズ、トーク、ゲストの歌の3本柱で展開されたバラエティ番組。第1部をクイズ形式で40年を振り返る「クイズ・私とMBS」。出演は笑福亭仁鶴、桂三枝（現・六代桂文枝）、桂きん枝、月亭八方、桂文珍、斎藤努、ピンク・レディー、田代まさし、桑野信義、横山ノックなど。また、同局往年の人気クイズ番組『アップダウンクイズ』を司会に小池清、問題出題に佐々木美絵を迎え完全再現した。第2部は放送40年の歴史を3本の対談「スペシャルリレートーク」として紹介。1本目は中田カウス・ボタンの司会で夢路いとし・喜味こいし、ダウンタウンを迎えた各世代を代表する漫才陣3組による笑いの40年。2本目は毎日放送とは大いにゆかりのある桂三枝（現・六代桂文枝）と、ほぼ同世代である角淳一による40年放送個人史。3本目は同特番メイン司会の板東がやはり毎日放送とも縁深いミヤコ蝶々を迎えての貴重な放送記録史など3本それぞれに40年を振り返った。第3部「歌と笑いとトークでつづる40年」では、歌のゲストに角川博、山本譲二、かまやつひろし、金田たつえらが登場。お笑い陣には月亭八方、宮川大助・花子、今いくよ・くるよが登場した。

### MBSナウスペシャル
- 放送日時：9月1日（土）17:00〜18:00
- 総合司会：斎藤努、三上智恵

「ナウの時間飛行」をテーマに通常枠を拡大して放送。この日のニュースのほか「もしMBSのラジオ放送開始の日にMBSナウを放送していたら?」という設定の下、同番組の平日担当のキャスター平松邦夫と藤本修子が当時の服を着て、当日の新聞から拾った実際の記事を映像で再現した。

### 板東英二のわがまま40年史〜実録・日本が燃えた日々〜
- 放送日時：9月2日（日）0:30〜4:00
- 総合司会：板東英二、角淳一、岩城潤子
- ゲスト：木戸湊、大谷昭宏
- VTR出演：江田五月、長嶋茂雄、大島渚、筑紫哲也、上岡龍太郎

土曜深夜のワイド番組『板東英二のわがままミッドナイト』枠を拡大し、1950年代から10年ごとにラジオ、テレビが報道した出来事をダイジェストで紹介し、日本の歴史を振り返り、出来事の当事者や関係者の証言を語ってもらった。また、VTR出演したゲストには「心に残る事件、出来事」を語ってもらうなど、多角的に40年を振り返った。

### MBS・番組で綴る40年
- 放送日時：9月2日（日）4:00〜6:30
- 司会：斎藤努、岩城潤子

MBS40年の歴史を番組で振り返る終夜スペシャル。

### よどがわEKIDEN
- 放送日時：9月2日（日）10:00〜11:30
- 司会：桂三枝（現・六代桂文枝）、出光ケイ
- 出演：間寛平、清水圭、和泉修、桂都丸

一般参加の1チーム5人で走る、10kmの淀川河川公園の駅伝。芸能人チームも参加。

### 甦るマヤ・1990〜密林に眠る大王を探して〜
- 放送日時：9月2日（日）14:00〜15:30
- ナレーター：大滝秀治

開局40周年事業のMBSとメキシコ人類学歴史研究所などの協力で、メキシコの密林地帯にあるマヤ文明時代の大都市・ヤシュラン遺跡発掘作業を紹介するドキュメンタリー。前年の1989年9月24日に放送された『甦るマヤ・1989～失われた大神殿の謎～』の続編。音楽を姫神が担当。

### 関西21世紀作戦〜文珍のぐるぐるトーク〜
- 放送日時：9月2日（日）15:30〜17:00
- 司会：桂文珍（洋上クルーザー）、斎藤努、岩城潤子（ギャラクシーホール）
- パネリスト：辻元清美、渡辺豊和、大谷昭宏、松下滋

新社屋、大阪湾上を航行するクルーザー、ヘリコプターを生中継で結んで桂文珍がパネリストとともに経済、文化、生活、国際などの角度から21世紀の関西を考える企画。ギャラクシーホールからは斎藤努、岩城潤子の司会で、大学生がへの提言を行い2日間の特別番組を締めくくった。

## ラジオ特別番組

### ありがとう40年
- 放送日時：9月1日（土）6:55〜17:45
- パーソナリティ：浜村淳、鈴木美智子
- 出演：西川きよし、横山ノック[4]、中西龍 、中馬弘毅 、松本卓治 ほか

MBS40年の歴史を関西のお笑いや歌謡曲、民話、伝説など、庶民文化を通じて取り上げるとともに、各界からの開局40周年を祝福するメッセージを紹介しながら、新社屋周辺からの生中継を織り交ぜながら綴る特別番組初日のプログラム。世界各国の総領事を招いての座談会など、セレモニー的要素も織り交ぜながら放送された。

### ヤングタウン2001年
- 放送日時：9月1日（土）22:00〜9月2日（日）06:00
- パーソナリティ：南野陽子、古田新太、羽野晶紀、大槻ケンヂ ほか

1967年に放送を開始した毎日放送ラジオの若者向け番組の代名詞『MBSヤングタウン』のスペシャル版。これまでとは違うスタイルのヤンタンの実験的企画を放送。関西出身ながら初登場となる南野陽子の「アイドル・ヤンタン」や、古田新太、羽野晶紀をはじめとする関西若手劇団らによる「ヤンタン・ザ・シアター」。当時のバンドブームでブレイクしたメンバーによる「ロック・ヤンタン」など、お笑いタレントやアナウンサーなどが出演者の殆どを占める、通常の同番組とは一風変わった形のスタイルで放送された。このスペシャル版を放送するため、通常時差ネットしている『さだまさしのセイ!ヤング』(文化放送制作)は臨時で時差ネットを返上することになった。但し、スポンサーの東鳩製菓などのCMはスペシャル版の中で放送する形となった。

### 感動との出会い スポーツマインドMBS
- 放送日時：9月2日（日）6:00〜21:55
- パーソナリティ：太田幸司、水谷勝海
- 出演：桜井一枝、佐野未佳、穴吹義雄、佐々木恭介、安達治彦、安藤統男、井上光央 ほか

プロ野球からゴルフ、サッカー、競馬など、あらゆるスポーツの話題を国内海外問わず紹介。この日の朝に行われた『よどがわEKIDEN』をはじめ、淀川の河川敷で行われているさまざまなスポーツの移動リポートや当日の競馬などを生中継。スポーツの名勝負、毎日放送のスポーツ中継40年の歴史などを振り返るコーナーも放送された。なお、この日の番組は18:00からプロ野球中継『毎日放送ダイナミックナイター』（読売ジャイアンツ対広島東洋カープ戦）を挟んで、21時55分まで放送された。

### 21世紀への大航海始まる
- 放送日時：9月2日〜9月5日（日〜水）22:00〜翌3:00（2日のみ 翌5:00まで）
- パーソナリティ：清水國明、大社充、上田正樹、大森一樹、ジェフ・バーグランド、松井昭憲、曽和伸子

この年の4月にスタートした、深夜生ワイド『ぱんげあクラブ』（1990年4月〜1992年10月放送）の開局40周年記念スペシャル版。4年後の関西国際空港開港を控え、関西や日本の国際化に向けての提言と、リアルタイムの生リポートを中心に構成。またMBSラジオの人気パーソナリティーが世界各地に飛び、浜村淳（香港）、馬場章夫（ソ連・当時）、諸口あきら（韓国）、川村龍一（アメリカ）からそれぞれリポートを送った。

### 情報ステーションMBS キャッチエリア21
- 放送日時：9月3日（月）6:30〜17:45
- パーソナリティ：斎藤努
- コメンテーター：岸昌、江田五月、山本宏、網本浩幸、橋本晃和、近藤勝重、松村賢治
- 海外中継：馬場章夫、諸口あきら ほか

「情報」をテーマにした特別番組。情報とは何か?をテーマに情報伝達の歴史にも注目し、スタジオ出演のさまざまなコメンテーターの解説を織り交ぜながらリアルタイムの情報をさまざまな視点で捉えた。また海外各所へ飛んだMBSパーソナリティー陣からのレポートのほか、近畿各地や北海道など国内各地からの生中継も織り込んだ。

### FOREVER YOUNG・ラジオとの出逢い
- 放送日時：9月4日（火）6:30〜17:45
- パーソナリティ：子守康範、ばんばひろふみ
- 出演：三宅裕司、嘉門達夫、兵藤ゆき、谷村新司、桂三枝（現・六代桂文枝）、西端弥生、オール巨人、西川のりお、馬場章夫、鳥居睦子、羽野晶紀、角淳一

「あなたの青春を象徴する一曲」の電話リクエストを軸に、開局40周年を迎えたMBSと同世代のタレントの三宅裕司、兵藤ゆき、オール巨人、西川のりおらが、この40年をいかに生きてきたかを語り合うティーチインで構成。他にも昭和26年生まれのミュージシャン・バンド特集や『MBSヤングタウン』ヒストリーを放送。

### 先進のステーションMBS 茶屋町から21世紀が見えた
- 放送日時：9月5日（水）6:30〜17:45
- パーソナリティ：板東英二、上岡龍太郎、角淳一
- 出演：3代目桂米朝、安倍晋太郎、高原須美子、ケント・デリカット、草柳文恵、池田幾三、増井孝子、平松邦夫、三好俊行ほか

あと10年で迎える21世紀に世界はどうなるのか、人間はどうあるべきか、価値観はどう変わるのかをテーマに未来を考える特別番組。板東による安倍晋太郎、高原須美子との対談のほか、アメリカのラジオ局・KMOXと結んで「日米ラジオ市民会議」を放送。日米の聴取者から受け付けた相手国の風習や生活についての疑問を双方のスタジオに居る出演者が答え、相互の理解を深めた。なお、この時の録音テープはニューヨーク放送博物館に贈られ、資料として保存された。

## その他の40周年特別番組・事業など
- 開局40周年記念番組『千利休 〜春を待つ雪間草のごとく〜』（テレビドラマ／1990年3月11日放送）
- ちゃやまち祭り（新社屋と梅田界隈で、ラジオパーソナリティーらが出演した新社屋オープン記念イベント／8月25日開催）

なお茶屋町新社屋での火入れ式は9月1日の午前11時から行われたが、移転に伴う放送開始はラジオが8月20日、テレビは8月27日であった。
- 翌1991年には、社史『毎日放送の40年』が発行された。